# Nupserha tessmanni
Nupserha tessmanni là một loài bọ cánh cứng trong họ Cerambycidae.